# اسلام‌آباد (رودان)
اسلام‌آباد، روستایی در دهستان اسلام‌آباد بخش بیکاه شهرستان رودان در استان هرمزگان ایران است. این روستا، مرکز دهستان اسلام‌آباد است.

## کشاورزی
بیشتر مردم روستا شغل و درآمدشان از باغات لیمو، لیموشیرین، پرتقال، انبه، نخلستان‌ها بوده و کشاورزان نیز مشغول به کشت بادمجان و… هستند.
همچنین برخی دیگر به شغل دامپروری و خرید و فروش لیمو و ارسال آن به سایر شهرستان‌های مختلف‌اند.

## جمعیت
بر پایه سرشماری عمومی نفوس و مسکن در سال ۱۳۹۵، جمعیت این روستا برابر با ۵٬۶۱۸ نفر بوده‌است.